# Assedio di San Giovanni d'Acri (1189-1191)
L'assedio di San Giovanni d'Acri, primo confronto iscritto al novero della terza crociata, ebbe inizio il 28 agosto 1189 e durò fino al 12 luglio 1191. In quell'occasione, per la prima volta nella storia il re di Gerusalemme fu costretto ad occuparsi personalmente della difesa della Terra santa. Si trattò inoltre dell'evento più distruttivo dell'intero periodo delle crociate per la classe dirigente cristiana d'oriente.

## Scenario
Il 4 luglio 1187, alla battaglia di Hattin, Saladino distrusse l'esercito cristiano condotto da Guido di Lusignano, Re di Gerusalemme prendendo prigionieri il re e la maggior parte della nobiltà sopravvissuta alla battaglia. Il giorno successivo egli prese il castello di Tiberiade, poi, invece di attaccare immediatamente Gerusalemme, Saladino preferì conquistare i vari porti del Regno di Gerusalemme per bloccare eventuali rinforzi per i Crociati.
L'8 luglio arrivò davanti alle mura di San Giovanni d'Acri, difesa da Joscelin III de Courtenay, che non disponendo né di grandi mezzi militari né di molto coraggio, non cercò di resistere ma concordò con Saladino la resa della città per il giorno successivo. Nonostante l'ostilità dei borghesi e del ceto più umile, che quasi degenerò in disordini, Acri fu consegnata al Saladino il 10 luglio.
I termini della resa prevedevano che gli abitanti cristiani della città avrebbero avuto salva la vita e conservate le loro proprietà, Saladino voleva mantenere intatto questo centro commerciale che portava ricchezza ai suoi domini, ma gli abitanti cristiani, per la maggior parte, rifiutarono di restare ed emigrarono senza essere molestati. Saladino partì poi alla conquista di altri centri costieri ed in seguito della stessa Gerusalemme, che cadde il 2 ottobre 1187.
Ai Crociati rimase solo il controllo di Tiro, Tripoli ed Antiochia, che pure Saladino attaccò nel 1188, ma senza successo.
La notizia della perdita di Gerusalemme e della Palestina fu sconvolgente per l'Europa, e vi fu presto la richiesta di una nuova Crociata, proclamata da papa Gregorio VIII nell'ottobre del 1187 e dal suo successore papa Clemente III.

### Tiro
Il 13 luglio 1187, una nave con a bordo Corrado del Monferrato si presentò davanti a San Giovanni d'Acri. Stupito di vedere la città in mano ai musulmani, egli riuscì a sottrarsi alle galere egiziane di Saladino e approdò a Tiro, che aveva già ricevuto dai musulmani le insegne di Saladino perché fossero innalzate sulle mura del porto, in attesa dell'arrivo del sultano per consegnargli le chiavi della città una volta ch si fosse prevedibilmente arresa. Ma l'arrivo di Corrado diede nuovo coraggio agli abitanti, che gli proposero di organizzare le difese della città contro i musulmani, in cambio della instaurazione della signoria dei Monferrato sulla città.

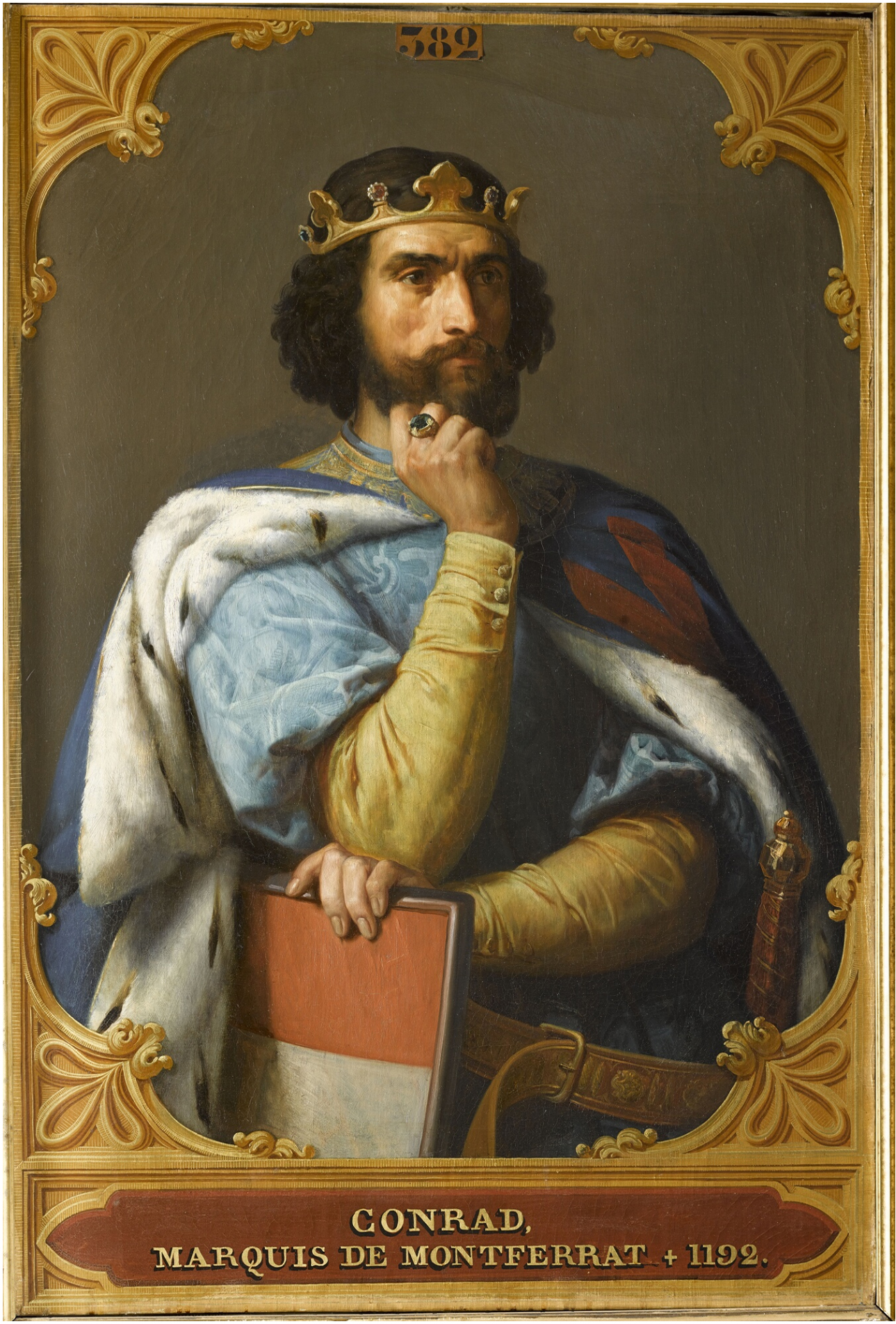
Corrado del Monferrato.

Quando il Saladino giunse nei pressi della città, convinto della sua sottomissione spontanea, fu assai sorpreso di vederla invece in pieno assetto da combattimento, pronta a resistere. Lo stupore del Saladino diventò rabbia quando Corrado del Monferrato prese il suo vessillo, già sventolante sulle murae, e lo gettò nel fossato sottostante. Visto che nella battaglia di Hattin era stato catturato Guglielmo V del Monferrato, padre di Corrado, Saladino si offrì di liberarlo in cambio della resa della città; inoltre era disposto ad offrire beni e ricchezze a Corrado. La risposta di Corrado fu drastica: non solo si rifiutò di consegnare Tiro ai musulmani, ma si dichiarava anche disposto ad uccidere il padre, perché ormai era troppo vecchio e non valeva niente. Il Saladino si rassegnò a togliere l'assedio il 2 gennaio 1188.
Il sultano rivolse la sua attenzione altrove ma quando, alla metà del 1188 i primi rinforzi dall'Europa arrivarono a Tiro per mare, cercò di negoziare la resa della città, liberando nel luglio 1188 il suo illustre prigioniero Guido di Lusignano, dopo avergli fatto giurare solennemente di non prendere più le armi contro i musulmani, sperando che la mediocrità di Guido fosse sufficiente a neutralizzare l'intelligenza e il coraggio di Corrado.
In due occasioni (1188 ed aprile 1189), Guido tentò di prendere il comando delle forze crociate, ma Corrado del Monferrato rifiutò di aprirgli le porte di Tiro proclamando che egli avrebbe amministrato la città fino a quando fossero arrivati i re da oltremare per definire la successione. Ciò era conforme alla volontà espressa poco prima di morire di lebbra da Baldovino IV e inoltre Corrado era il parente più prossimo per parte di padre del nuovo re designato Baldovino V.
 
La seconda volta Guido si presentò davanti alle mura di Tiro con sua moglie Sibilla, alla quale spettava legalmente il titolo sul regno ma, quando fu di nuovo respinto da Corrado (che considerava ormai decaduto il suo titolo di regina di Gerrusalemme con la sconfitta di Ḥaṭṭīn), piantò il suo campo alle porte della città.
Nella tarda primavera del 1188 Guglielmo II di Sicilia inviò una flotta con 200 cavalieri; il 6 aprile 1189 Ubaldo Lanfranchi, arcivescovo di Pisa, arrivò con 52 navi. Guidò riuscì a portare entrambi i contingenti al suo fianco.
In agosto, Corrado si rifiutò nuovamente di farlo entrare in città, così egli disfece il campo e si diresse a sud per attaccare San Giovanni d'Acri; mosse con le sue truppe lungo la costa, mentre Pisani e Siciliani andarono per mare. Guido aveva urgente bisogno di una solida base dalla quale organizzare un contrattacco contro Saladino e, non potendo avere Tiro, predispose i suoi piani per prendere Acri, 50 km a sud. Questa fu l'alleanza di Guido e Corrado contro Saladino.

## San Giovanni d'Acri

Il Vicino oriente nel 1190, all'inizio della terza crociata, sono contrassegnate importanti località tra le quali San Giovanni d'Acri e quella della battaglia di Arsuf.

Il porto di San Giovanni d'Acri si trova su una penisola nel golfo di Haifa. Ad oriente della città vecchia si trovava il porto, protetto contro il mare aperto, mentre la costa ad ovest ed a sud era protetta dal forte muro di una diga. La penisola era custodita, sul lato di terraferma, da una doppia barriera rinforzata con torri. La guarnigione musulmana della città potrebbe essere stata due volte più numerosa dell'esercito guidato da Guido, che arrivò il 28 agosto 1189. Egli tentò di sorprendere la guarnigione con un assalto alle mura, ma questo fallì e Guido stabilì il suo campo all'esterno della città, ed attese rinforzi che cominciarono ad arrivare via mare pochi giorni dopo.
Una flotta danese e dalla Frisia rimpiazzò quella dei siciliani, che si era ritirata quando era arrivata la notizia della morte di Guglielmo II. Arrivarono anche soldati francesi e fiamminghi guidati da Giacomo di Avesnes, Enrico I di Bar, Andrea di Brienne, Roberto II di Dreux e suo fratello Filippo di Dreux, vescovo di Beauvais; tedeschi al comando del Margravio Ludovico III di Turingia e di Ottone I di Gheldria ed italiani condotti dall'arcivescovo Gerardo di Ravenna e dal vescovo di Verona. Ludovico di Turingia riuscì a convincere Corrado, che era cugino di sua madre, ad inviare forze anche da Tiro. Quando Saladino fu informato di questi sviluppi, egli radunò truppe e mosse verso Acri, dove il 15 settembre attaccò il campo di Guido senza successo.

### Battaglia di San Giovanni d'Acri
Il 4 ottobre 1189 Saladino mosse ad est della città verso il campo di Guido. L'esercito crociato comandato da Guido mantenne la sua posizione di fronte alle forze di Saladino. L'esercito cristiano, che contava 7 000 fanti e 400 cavalieri, era composto dai signori feudali del regno, molti piccoli contingenti di Crociati europei e membri degli Ordini religiosi cavallereschi; l'esercito musulmano era costituito da truppe provenienti da Egitto, Turkestan, Siria e Mesopotamia.
I musulmani si schierarono in un semicerchio ad oriente della città, rivolto all'interno verso di essa. L'esercito crociato era schierato in mezzo, con balestrieri dotati di corazza leggera in prima linea e la cavalleria pesante in seconda. A differenza della successiva battaglia di Arsuf, dove i cristiani combatterono coerentemente; qui il combattimento iniziò con uno scontro disgiunto tra i templari e l'ala destra di Saladino. Il successo dei Crociati fu tale che il nemico dovette inviare rinforzi da altre parti del campo di battaglia. Così la costante avanzata del centro cristiano contro le truppe di Saladino, nella quale le balestre prepararono la strada per la carica della cavalleria pesante, non incontrò grande resistenza. Il centro ed il fianco destro di Saladino furono messi in fuga.
Ma i vincitori si sparsero per saccheggiare. Saladino radunò i suoi uomini e quando i cristiani cominciarono a ritirarsi con il bottino, scatenò la sua cavalleria leggera su di loro. Nessuna resistenza coordinata fu offerta, ed i turchi massacrarono i fuggitivi fino a quando furono fermati dalle truppe fresche del fianco destro cristiano. In questo scontro furono trascinate anche le riserve di Guido, che erano incaricate di bloccare i Saraceni che si trovavano dentro la città di Acri, così 5 000 uomini fecero una sortita uscendo dal lato nord della città, si unirono all'ala destra dei Saraceni e si abbatterono sui Templari, che dovettero ritirarsi soffrendo gravi perdite. Gérard de Ridefort, gran maestro dei templari, fu ucciso come pure Andrea di Brienne, mentre Corrado dovette essere salvato da Guido. Alla fine i Crociati sconfissero le truppe giunte in soccorso dei loro nemici, ma solo perdendo 7,000 uomini. Saladino non poté respingerli senza un'altra battaglia campale, e la sua vittoria rimase incompleta.

### Il doppio assedio
Durante l'autunno l'arrivo di altri Crociati europei consentì a Guido di bloccare Acri da terra. Quando la notizia dell'imminente arrivo di Federico Barbarossa raggiunsero i crociati sollevò il morale dei soldati cristiani, ma indusse anche Saladino a far arrivare un numero tale di armati che fu in grado di circondare sia la città che il campo crociato in due diversi assedi.
I successivi quindici mesi passarono senza azioni importanti delle due parti. Il 31 ottobre, 50 galee musulmane ruppero il blocco cristiano e rifornirono la città con cibo ed armi. Il 26 dicembre, una flotta egiziana arrivò per ristabilire il controllo sul porto e sulla strada che vi conduceva. Nel marzo 1190, quando il clima migliorò, Corrado tornò a Tiro con la sua nave e ben presto tornò con rifornimenti per i Crociati, contribuendo a resistere contro la flotta egiziana sulla spiaggia. Con i materiali da costruzione portati da Corrado furono realizzate delle armi d'assedio, che però andarono perse quando i Crociati tentarono un assalto alla città, il 5 maggio.
Il 19 maggio Saladino, che aveva continuato a rafforzare il suo esercito nel corso degli ultimi mesi, iniziò un attacco al campo cristiano che poté essere respinto solo dopo otto giorni. Il 25 luglio, contro gli ordini dei loro comandanti, i soldati cristiani attaccarono il fianco destro di Saladino ma furono respinti. Ulteriori rinforzi arrivarono dalla Francia nel campo crociato durante l'estate, guidati da Enrico II di Champagne, Tebaldo V di Blois, Stefano I di Sancerre, Ralph di Clermont, Giovanni di Fontigny, Alain di Saint-Valéry, l'Arcivescovo di Besançon, e dai vescovi di Blois e di Toul. Federico VI Duca di Svevia arrivò all'inizio di ottobre con il resto dell'esercito di suo padre, dopo che l'imperatore era annegato nel fiume Saleph il 10 giugno, poco dopo arrivarono Crociati inglesi al comando di Baldovino di Exeter, Arcivescovo di Canterbury. In ottobre arrivò anche il Conte di Bar, ed i cristiani ruppero l'accerchiamento ad Haifa, permettendo che una maggior quantità di cibo arrivasse al campo di Acri.
La vita nella città e nel campo cristiano divenne rapidamente difficile dopo l'accerchiamento del Saladino. La disponibilità di cibo restava limitata, mentre l'approvvigionamento d'acqua fu contaminato da cadaveri umani ed animali, e presto epidemie cominciarono a diffondersi. Ludovico di Turingia, colpito dalla malaria, decise di tornare a casa quando arrivarono i francesi e morì a Cipro, sulla via del ritorno, il 16 ottobre. Tra la fine di luglio ed ottobre morì la moglie di Guido, Regina Sibilla, pochi giorni dopo le loro due figlie, Alais e Maria. Con la morte di lei Guido perse il suo diritto al trono di Gerusalemme, poiché Sibilla era legalmente l'erede. La sua erede di diritto era la sua sorellastra minore Isabella di Gerusalemme. Tuttavia Guido rifiutò di mettersi da parte per lei.
I baroni del regno approfittarono di questa opportunità per liberarsi di Guido ed organizzarono il matrimonio di Corrado con Isabella. Isabella era però già sposata ad Umfredo IV di Toron, e lo stato civile di Corrado era incerto perché aveva sposato una principessa bizantina nel 1187, pochi mesi prima di arrivare a Tiro, e non era chiaro se tale matrimonio fosse stato annullato in sua assenza. Inoltre il primo marito di Sibilla era il fratello maggiore di Corrado Guglielmo Spadalunga, il che rendeva il matrimonio tra Isabella e Corrado canonicamente 'incestuoso'. Patriarca Eraclio era morto, ed il suo rappresentante designato Baldovino di Exeter morì improvvisamente il 19 novembre. Pertanto fu Ubaldo Lanfranchi, Arcivescovo di Pisa e Legato papale, insieme a Filippo, Vescovo di Beauvais, che diedero il consenso al divorzio di Isabella da Umfredo, il 24 novembre. Corrado si ritirò con Isabella a Tiro, ma Guido sosteneva ancora di essere il re: la successione si sarebbe finalmente risolta con l'elezione del 1192.
L'esercito di Saladino era ora così grande che era impossibile per qualsiasi crociato arrivare via terra, e l'inverno impedì a rinforzi e rifornimenti di arrivare dal mare. Nel campo cristiano, i leader iniziarono a soccombere alle epidemie. Teobaldo di Blois e Stefano di Sancerre morirono, ed anche Federico di Svevia morì il 20 gennaio 1191. Enrico di Champagne lottò con la malattia per molte settimane prima di ristabilirsi. Anche il Patriarca Eraclio morì durante l'assedio, ma la data non è nota.
Il 31 dicembre un altro tentativo di abbattere le mura fallì, ed il 6 gennaio 1191 il parziale crollo delle mura indusse molti cristiani a tentare di superare la guarnigione musulmana. Il 13 febbraio Saladino riuscì a irrompere attraverso le linee cristiane e raggiungere la città, così egli poté rimpiazzare gli esausti difensori con una nuova guarnigione; altrimenti l'intera vecchia guarnigione sarebbe morta di malattia. Corrado del Monferrato tentò un attacco per mare, ma venti contrari e scogli sotto la superficie del mare impedirono alla sua nave di avvicinarsi abbastanza per fare danni significativi. Quando in marzo il tempo migliorò e le navi poterono nuovamente scaricare rifornimenti sulla costa il pericolo di fallimento per i cristiani fu nuovamente allontanato. Leopoldo V d'Austria arrivò e prese il controllo delle forze cristiane. Le navi portarono anche una notizia devastante per Saladino. Egli aveva perso la possibilità di schiacciare i restanti cristiani ed ora Riccardo I d'Inghilterra e re Filippo II di Francia erano sulla strada per la Terra santa, ognuno accompagnato da un esercito.

### I re a San Giovanni d'Acri

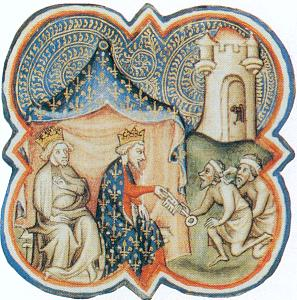
Filippo II e Riccardo Cuor di Leone ricevono le chiavi di San Giovanni d'Acri.

Filippo arrivò il 20 aprile 1191 e Riccardo l'8 giugno dopo aver approfittato dell'occasione per conquistare Cipro, lungo la strada. Riccardo I arrivò con una flotta inglese di 100 navi (che portava 8 000 uomini) mentre Filippo II arrivò con una flotta Genovese comandata da Simone Doria. Filippo usò il tempo fino all'arrivo di Riccardo per costruire macchine da assedio, ed ora che una più forte leadership era arrivata dall'Europa, era la città e non il campo cristiano ad essere sotto assedio. Al suo arrivo Riccardo chiese un incontro con Saladino e, a questo scopo, fu concordato un armistizio di tre giorni, ciononostante l'incontro non ci fu perché sia Riccardo che Filippo caddero ammalati.
Ogni volta che le macchine da assedio producevano una nuova breccia nelle mura di Acri l'esercito di Saladino attaccava, dando alla guarnigione della città l'opportunità di riparare i danni mentre i cristiani erano distratti. Il 1º luglio Filippo d'Alsazia morì sul campo, e questa fu una grave crisi per il re francese, poiché Filippo, il Conte delle Fiandre e di Vermandois ed uno degli uomini più importanti del seguito de re, non aveva eredi e la sua successione era un problema urgente e molto difficile da risolvere così lontano dalla Francia.
Il 3 luglio una breccia sufficientemente grande fu creata nelle mura, ma l'attacco cristiano fu respinto. Il 4 luglio la città offrì la sua resa, ma Riccardo non accettò le condizioni. Questa volta Saladino non fece un attacco su larga scala al campo cristiano. Il 7 luglio la città inviò un'ambasciata a Saladino chiedendo aiuto un'ultima volta, minacciando in mancanza di arrendersi. L'11 luglio ci fu una battaglia finale e il 12 luglio la città offrì nuovamente la resa ai Crociati, che questa volta trovarono i termini della loro offerta accettabili. Corrado del Monferrato, che era tornato a Tiro a causa dell'appoggio di Riccardo a Guido di Lusignano come re di Gerusalemme, fu richiamato per agire come negoziatore su richiesta di Saladino. Saladino non si occupò personalmente dei negoziati, ma accettò la resa. I cristiani entrarono in città e la guarnigione musulmana fu presa prigioniera. Corrado issò sulla città le bandiere del Regno di Gerusalemme e di Francia, Inghilterra ed Austria.
Leopoldo d'Austria se ne andò poco dopo la conquista della città, a seguito di un litigio con Riccardo: come leader sopravvissuto del contingente imperiale tedesco, egli aveva chiesto di essere equiparato a Filippo e Riccardo, ma questo gli fu rifiutato e la sua bandiera strappata dai bastioni di Acri e gettata nel fossato. Il 31 luglio anche Filippo tornò a casa per sistemare la successione in Vermandois e Fiandra, e Riccardo rimase il solo responsabile delle forze di spedizione cristiane.

### L'esecuzione dei prigionieri
Era ora compito di Riccardo e Saladino di concludere la resa della città. I cristiani cominciarono a ricostruire le difese di Acri, e Saladino raccolse il denaro per pagare il riscatto della guarnigione imprigionata. L'11 agosto, secondo gli accordi Saladino inviò il primo dei tre pagamenti e gruppo di prigionieri da scambiare, ma Riccardo lo rifiutò perché certi nobili cristiani non erano inclusi. Lo scambio fu interrotto ed ulteriori negoziati non ebbero successo. Riccardo inoltre insisté per la restituzione della quota spettante a Filippo dei prigionieri che il re francese aveva affidato al suo parente Corrado del Monferrato. Corrado accettò con riluttanza, sotto pressione. Il 20 agosto Riccardo pensò che Saladino aveva ritardato troppo e fece uccidere i 2 700 prigionieri musulmani della guarnigione di Acri. Saladino rispose nello stesso modo, uccidendo tutti i cristiani prigionieri che aveva catturato. Il 22 agosto Riccardo ed il suo esercito lasciarono la città che rimase sotto pieno controllo dei Crociati.

## Avvenimenti successivi

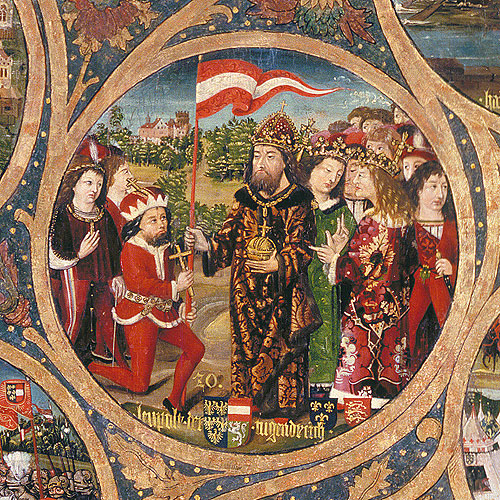
Il duca Leopoldo V d'Austria (in ginocchio sinistra) riceve il suo nuovo stendardo rosso-bianco-rosso dall'imperatore Enrico VI, dopo la battaglia di Acri.
(Dal Babenbergerstammbaum, Abbazia di Klosterneuburg).

L'esercito crociato mosse verso sud, con alla destra il mare ed alla sinistra l'esercito di Saladino che lo seguiva. Il 7 settembre, si scontrarono nella Battaglia di Arsuf, a nord di Giaffa, nella quale Saladino fu sconfitto. Riccardo conquistò Giaffa il 10 settembre, ma durante il resto del 1191 e fino all'estate del 1192 non riuscì a realizzare il suo fine ultimo, la riconquista di Gerusalemme. La controversia sulla successione al trono di Gerusalemme fu risolta nell'aprile 1192, con l'elezione di Corrado del Monferrato, che però fu assassinato pochi giorni dopo la sua vittoria. La regina Isabella, che era incinta, fu frettolosamente sposata ad Enrico di Champagne, nipote di Riccardo e Filippo.
Frattanto Riccardo fu informato che suo fratello Giovanni stava tentando di usurpare il trono in Inghilterra. Egli concluse un trattato con il Saladino, e la Terza crociata giunse a termine. Sulla via di casa fu preso prigioniero da Leopoldo in Vienna con l'accusa di aver assassinato Corrado, che era cugino di Leopoldo, ed anche di aver insultato il duca per aver gettato le sue bandiere ad Acri. Fu riscattato per una somma enorme, e non tornò nei suoi territori fino al 1194.
Il Regno di Gerusalemme era relativamente sicuro, con la sua nuova capitale a San Giovanni d'Acri, dalla quale controllava una stretta striscia lungo la costa del Mediterraneo. Nel 1291 anche tutto questo fu conquistato, come pure Acri che fu presa dai Mamelucchi quello stesso anno.